# 8885 Sette
8885 Sette eller 1994 EL3 är en asteroid i huvudbältet som upptäcktes den 13 mars 1994 av de båda italienska astronomerna Maura Tombelli och Vittorio Goretti vid Cima Ekar-observatoriet. Den är uppkallad efter den italienska amatörastronomen Giancarlo Sette.
Asteroiden har en diameter på ungefär 7 kilometer.